# 2MASS J09083803+5032088
2MASS J09083803+5032088 ist ein über 20 pc von der Erde entfernter Brauner Zwerg im Sternbild Großer Wagen. Er wurde 2003 von Kelle L. Cruz et al. entdeckt. Er gehört der Spektralklasse L7 an. Seine Position verschiebt sich aufgrund seiner Eigenbewegung jährlich um 0,62 Bogensekunden.